# Aeroportul Internațional Cernăuți
Aeroportul Internațional din Cernăuți (în ucraineană Міжнародний аеропорт «Чернівці») (IATA: CWC, ICAO: UKLN) este un aeroport aflat la aprox. 4 km de orașul Cernăuți, regiunea Cernăuți (regiunea istorică Bucovina), în Ucraina de azi.

## Istoric
Pe 12 octombrie 1930 a avut loc ceremonia de punere a primei pietre a aeroportului din Cernăuți, care apoi s-a deschis oficial în anul 1936 adică a fost construit în perioada românească (blocul aerogării a rămas același), arhitect C. Dragu.
Pentru prima dată Bucovina s-a întâlnit cu avioane înainte de Primul Război Mondial. Un eveniment important pentru locuitorii din Cernauti a avut loc 17 octombrie 1910, în cazul în care inginerul aviator H. Kaspar făcut un zbor de test, iar la 23 octombrie același an, după a doua încercare, el a luat avionul lui "Bleriot" la o înălțime de 30 de metri și a făcut un zbor orizontal peste aerodromul Cernăuți. După aceea, primul zbor din istoria Bucovinei de care s-au bucurat locuitori din Cernăuți a fost un zbor a aviatorului român Aurel Vlaicu. În zborurile demonstrative, el a arătat planul de design propriu, în prezența a 30 de mii de spectatori. În același an, din fotografiile aeriene au fost luate de Cernauti, pe baza cărora s-au făcut mai târziu cărți poștale.
La începutul Primului Război Mondial prezenta aeronavelor a avut loc destul de repede de drept pe câmpul de luptă. Aproape de la primele zile de lupte avioane au fost folosite pentru recunoaștere, și mai târziu pentru a efectua misiuni de luptă. In iunie 1915 Cernăuți a fost atacat sistematic de către avioane rusești. 
Utilizarea aviației a fost mult îmbunătățită cu desfășurarea ulterioară a ostilităților. Lovituri aeriene au început să experimenteze chiar și o frontieră cu Rusia sate bucovinene. Cu toate acestea, în cazul în care aviatorilor ruși au atacat Cernăuți, austriacul bombardat Kamenetz - Podolsk - Hotin și locurile de desfășurare a escadrile rusești. Mai ales utilizate pe scară largă de aeronave pentru pozițiile aerofotosёmki inteligenta operaționale și tactice.
Cu semnarea in noiembrie 1917 armistițiu între Austro-Ungaria și Rusia ostilităților active a încetat pe teritoriul Bucovinei. Din nou, au început să folosească avioane în luptă numai atunci când trupele Armatei Romaniei. După unirea Bucovinei Cernăuți au fost mutate de la a zecea escadrila III Air Group "Galati", în serviciu, care a avut luptători Nieuport. Acest lucru sa datorat faptului că, în Ucraina, chiar dacă războiul a continuat și România au luat parte la luptele împotriva armatei galiciană.
Încetarea ostilităților în Europa de Est și trecerea la viața civilă a dus la o reorganizare completă a forțelor aeriene din România. Cooperarea cu țările vecine a îmbunătățit foarte mult de starea aviației românești. Odată cu dezvoltarea rapidă a aviației civile în septembrie 1926 începe discuția cu privire la achiziția de terenuri comunitate "Rogizna" de la aeroport. Aerodrom ar trebui să servească companiile aeriene interne și internaționale, în special polono-român. In 1927 o pășune din apropierea satului. Rogizna deveni "Aeroportul Cernăuți" și este pe această pistă în august 1928 a aterizat primul zbor regulat de pasageri de la București, și în 1930 au existat deja în măsură să aterizeze aeronava servire linie Danzig - Bucuresti mai târziu Danzig - Salonic și compania aeriană Praga - Moscova.
Importanța tot mai mare a Cernauti ca un aeroport internațional forțat guvernul să acorde o atenție la îmbunătățirea porți aeriene ale orașului. 10.12.1930 de stabilire solemnă a piatra de temelie a noului aeroport a Cernauti. Lucrările la punerea sa în aplicare a continuat până 1936. Apoi marea deschidere a aeroportului Cernăuți. Fără îndoială, Cernauti nu putea fi singurul oraș din Bucovina, unde era un aeroport, precum și alocarea de parcele de teren au avut loc în alte orașe. A fost creat 9 Air Command: Cernauti, Storojineț, Radautskoe, Suceava, Hotin și altele. Având în vedere creșterea fără precedent în domeniul aviației, ea a devenit interesat și studenții de la Universitatea din Cernăuți. În 1931, Universitatea a lansat școlii de aviație, care a inscris initial 7 studenți, iar în 1933 - 13. În 1934, școala de zbor a avut 3 aeronave deja, care a completat 8262 de zbor.
Start al doilea război mondial și intervenția Uniunii Sovietice în compania germano-poloneză a trupelor poloneze forțat să se retragă pe teritoriul România. În acest moment, Cernauti Airfield a devenit locul în care avioanele au aterizat polonez, care a urmat în Iași și București. După internarea soldaților polonezi s-au alăturat flotei de aeronave România. Ultimatum sovietic la 26.06.1940 găsit conducerea românească brusc. Soluționarea conflictului, ceea ce a permis conducerii sovietice de a obține Basarabia și nordul Bucovinei, de asemenea, nu a făcut, fără utilizarea de aeronave. Începe lupta 06.22.1941 pe teritoriul regiunii Cernăuți a fost, de asemenea, asociat cu utilizarea de aeronave. Mesajul Biroului de Informare sovietic pentru 24 iunie 1941 a indicat că pe teritoriul România efectuate raiduri de avioane germane. Ca rezultat, a fost distrus Cernăuți aerodrom, de bază de combustibil cu el. A fost distrus gara din Banilove, Largo, Luzhanah și bombardat linie de cale ferată de 10 km și a plantelor kleevarny și rezervor agricole pe mosia Sadgora. Aviație și utilizate pentru a efectua operațiuni amfibii. În special, 23.06.1941, în zona de Hotin a aterizat un grup de 100 de oameni care au distrus divizia sovietică. Deja în 1944, când s-au luptat bătălii pentru eliberarea teritoriului regiunea Cernăuți de către trupele germane în luptele pentru stăpânirea de Cernăuți piloți distinși generalul-maior de aviație Lakeeva colonelul Nechiporenko, colonelul Feduleva. Livrare e-mail după eliberarea Cernăuți a fost ajustat de aeronave sovietice-LI 2 în aeroportul din Cernăuți. În plus, un număr de raioane au fost implicate în construcția și repararea de aerodromuri.
În vigoare, aviația Bucovina, a câștigat mai 1944. În acest moment, în funcție de aeroport zborul aviației Cernautiana de avioane-PO 2, care a fost condus de Yatchenko FI efectua în principal misiuni de a oferi asistență medicală domeniu, care transportă e-mail și exprima mărfuri.
La începutul anului 1946, pe baza de 87 Gardă distincte regiment Stalingrad Air Force redistribuire din Cehoslovacia a fost înființată 283rd Escadrila CAF forțelor speciale cu baza la aeroport, care a fost condus de Kisseleff VS Aeronava operau-PO 2, C-2. Transportă pasageri și de transport poștă, lucrari chimice și probleme de salubritate.
În 1951 aviapodrazdeleniyu la Cernauti, Hmelnițki a fost atașat escadron de aer separat. Detașamentul a fost redenumit și a devenit cunoscut sub numele de 98-lea Escadrila. În timpul funcționării escadron de avioane au fost PO-2.
În 1954 unitatea de aviație a primit avioane AN-2. Acest aparat de zbor a avut o misiune completă și a fost considerat unul dintre cele mai bune din lume pentru utilizarea sa în diferite tipuri de muncă. În același timp, este necesar să se dezvolte și să întărească legăturile de transport aerian cu orașele din Ucraina: Kiev, Lviv, Khmelnytsky, Ternopil, Ivano-Frankivsk, Vinnytsia, Odesa. Cernauti escadron și a lucrat împreună cu aviatorilor Moldova. În primul rând, a fost o sursă de fructe și legume proaspete din grădinile din Ucraina și Republica Moldova la regiunile nordice ale Uniunii Sovietice. Piloții Bucovina nu a lucrat numai asupra regiunii Cernăuți, dar, de asemenea, ajută la creșterea randamentului culturilor în alte regiuni din Ucraina și Republica Moldova, Kazahstan, Uzbekistan și așa mai departe. 
În 1957, reprezentanți ai Cernăuți Escadrila a participat la expeditii la lucrările de aer chimice din România, Cehoslovacia, Bulgaria, Afganistan, India. În același an, a adăugat la escadrila Mi-1, care a ajutat la stabilirea comunicare aer cu așezări muntoase Carpatilor:. Putila, Selyatin, Vizhnitsa și așa mai departe D. Odată cu creșterea în lungime de Cernăuți aviapodrazdeleniya companii aeriene, creșterea numărului de pasageri, poștă și mărfuri. Deci, dacă în 1946 au fost transportate -. 9100 Oameni, aproape - 21,2 tone de marfă - 215 de tone, în 1971 - pasagerii. 360500 Oameni, aproape - 214 de tone de marfă - 2,007 8 m. Pentru succese forței de muncă în 1962 echipa Cernăuți Escadrila a fost înmânat un banner roșu ucrainean Administrația Aviației, și în 1964 a acordat titlul de "colectiv de muncă comunist."

## Istoria moderna a aeroportului
Un punct de referință în istoria aeroportului moderne Cernauti, pot fi luate în considerare în anul 1971, în acest an a fost renovat de construcție terminal și creșterea capacității sale de a 200 de pasageri pe oră, și în 1974 pentru a asigura funcționarea în condiții de siguranță a aeronavelor An-24, care zboară către Cernauti din Kiev pe aerodromul neasfaltate a fost construit și activat lungime a pistei de 1500 m, o lățime de 42 m de beton asfaltic de pietriș și nisip de bază. În același an a început să funcționeze Mi-2. Traficul de pasageri prin aeroportul în fiecare an au crescut și în 1978 sa ridicat la 320 000 de pasageri. În 1986, pista a fost prelungită de 700 de metri și a adus la 2.200 de metri. În consecință, a fost reconstruit sistemul de aterizarea aeronavelor, în special instrument de echipamente PAM abordare sistemică aterizare. Acest lucru a permis să ia în Cernăuți Yak-42 și Tu-134. În acei ani, în aeroport au fost construite: Casa ATB și serviciu special de transport în 1970, două hangar de andocare în 1977-1978: unitatea de pasageri până la 100 de persoane în 1989, și alte structuri.
Cea mai mare înflorire a Aeroportul Cernăuți au venit în anii '80 ai secolului 20. În timp ce prin aeroport a fost stabilit de comunicare aer cu Kiev, Moscova, Donețk, Simferopol, Dnipro, Sumî, Krivoi Rog și în alte orașe.
În 2011, reconstrucția pistei și înlocuirea echipamentelor de iluminat.
În 2014 a efectuat un alt reconstrucție a pistei, schimba capacitatea portantă a pistei 21 / F / D / D / T 21 / F / D / W / T. Coeficientul de elasticitate de 1,5 MPa. Care, la rândul său, oferă posibilitatea de a face o astfel de aeronave moderne cum ar fi B737, A320

## Specificații
Aeroport disponibil are două piste: 15/33 principal utilizat în activitatea zilnică de recepție și de expediere de aeronave, de acoperire asfalt, mărimea fizică: 2216 m lungime și 42 m lățime, pe clasa capacitate portanta 2 (PCN 21 / F / D / W / T), și vă permite să luați tipul de aeronavă An-12, Yak-42 și Tu-134, B-737, A-320. Benzi murdărie suplimentar, situat paralel cu principal, aeroportul nu este utilizat. Aerodromul este potrivit pentru funcționarea pe tot parcursul anului a aeronavei, fără limitare, în lumină și întuneric. Capacitatea de 12 decolări și aterizări pe oră. Aeroportul are de salvare și stingere a incendiilor de vehicule, echipate în conformitate cu cele 6 categorii. Echipamente de iluminat, stație de unitate și sistem de aterizare instrument de a permite executarea în condiții de siguranță a zborurilor în condiții de vizibilitate slabă (de condițiile meteorologice de decolare 60h800 250).

## Destinatii si transport
| Cursa aeriana                  | Destinatii                                                                                         |
| ------------------------------ | -------------------------------------------------------------------------------------------------- |
| Bravo Airways                  | Sezonier charter: Sharm El Sheikh (din 25 martie 2018), Antalya (16 mai 2018 – 12 septembrie 2018) |
| Ukraine International Airlines | Kiev-Boryspil[1][2] Seasonal: Bergamo (reîncepe 27 aprilie 2018)                                   |

Ocazional, aeroportul mai este utilizat de aeronave cargo, realimentare a zborurilor de tranzit și avioane de stat.